# Lester Allen Pelton

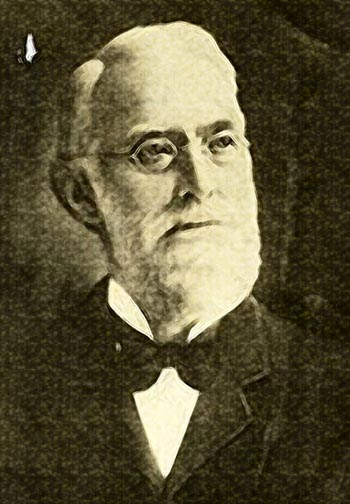
Lester Allen Pelton

Lester Allen Pelton (1829–1908) – amerykański wynalazca i technik. W 1880 roku zbudował akcyjną turbinę wodną, zwaną turbiną Peltona. Pracował w górnictwie.
Za osiągnięcia w dziedzini inżynierii w 1895 roku otrzymał Elliott Cresson Medal, nagrodę przyznawaną przez Franklin Institute.

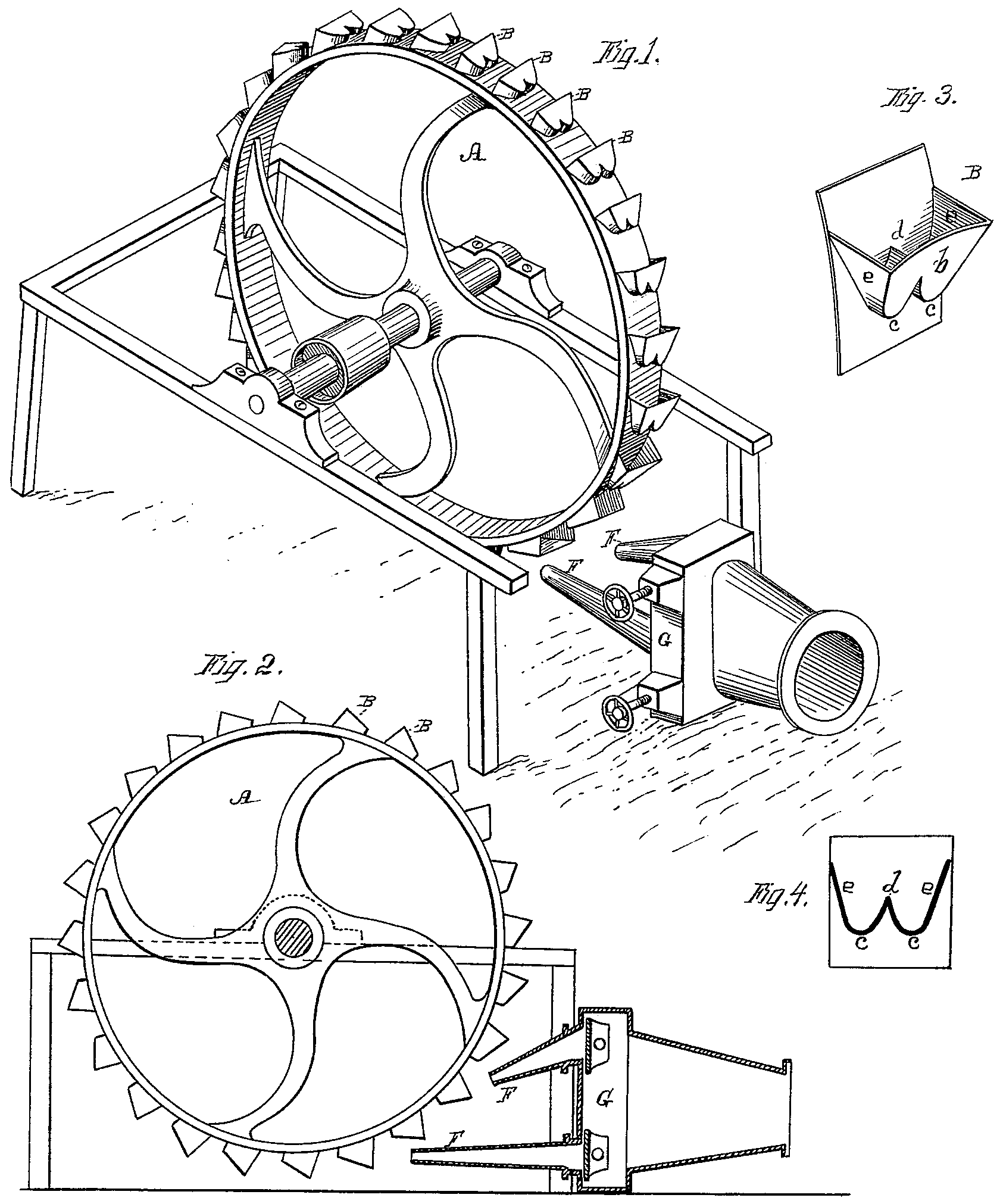
Ilustracje z oryginalnego patentu Peltona na turbinę wodną z 1880 roku